# Le roi se meurt
Le Roi se Meurt (Nederlands: De koning sterft), is een absurd drama geschreven door Eugène Ionesco in 1962. Het verhaal gaat over koning Berenger de Eerste (een naam die hij wel vaker gebruikte in zijn stukken), die aan het hoofd staat van een rijk dat hij niet in handen kon houden en dat in verval is geraakt, en zijn gevoelens omtrent sterfelijkheid.
“De koning sterft” handelt over één van de meest existentiële problemen van het leven, nl. het sterven, de laatste bocht. Of eigenlijk over de onvermijdelijke veroudering en het moeizaam voortschrijdend inzicht dat het leven eindig is. In het begin van het stuk zegt de koning over zijn dood nog gewoontegetrouw “Ik beslis want ik ben de koning”…
Als (post)moderne mens moet hij het langzaam aftakelingsproces ondergaan (aanvaarden ?) zonder troostende mythes van religie of filosofische stelsels, en dus zonder hoop op een bovennatuurlijke na-wereld.
Het is een meditatie over het verouderingsproces dat als een labyrint zonder uitgang is. Het wordt zo lang mogelijk ontkend, genegeerd. Het berooft de mens langzaam van zijn fysieke en mentale mogelijkheden, maar ook van zijn naasten. Op het toneel wordt de troonzaal kaler en kaler, verdwijnen er meer en meer figuranten. De koning wordt vergeetachtig, laat zijn scepter vallen, struikelt al eens.
Het is een tragedie die soms ook komisch is door de taalkundige ingrepen van Ionesco: moderne woorden (living, …) die niet passen in een koninklijk paleis. Door de tegenstelling tussen de vreugde over kleine geneugten en de schrik over de toenemende aftakeling.
Het is (post)modern theater door het minimalistisch decor, door de beperkte kadering van de personages, door het laten botsen van subjectieve en objectieve tijd, door het bevreemdend effect dat ontstaat doordat de antagonisten op het einde over de koning -in zijn bijzijn- in het verleden beginnen te praten, …

## Personages
- De Koning, Bérenger I
- Koningin Marguerite, de eerste echtgenote des konings
- Koningin Marie, tweede echtgenote des konings
- Juliette, de huishoudster en verpleegster
- De dokter, eveneens chirurg, beul, bacterioloog, astroloog
- De wacht

## De Koning en de Rest
In 1989 schreef Roel Adam een bewerking van het toneelstuk, "De Koning en de Rest" voor kinderen vanaf acht jaar. In deze bewerking zijn er slechts vier personages, namelijk de koning, Marie, Marguerite en Jules, die de rol van de wacht en Juliette op zich neemt. De koning heet hier ook niet Bérenger maar 'Kees'.